# GOES 19
O GOES 19 (chamado GOES-U antes de atingir a órbita) é o quarto da nova geração de satélites meteorológicos operado pela National Oceanic and Atmospheric Administration (NOAA) dos Estados Unidos, dando sequencia ao sistema GOES. Os novos satélites da série (GOES 16, 17, 18, e 19) estenderam a disponibilidade do sistema GOES de satélites até 2036. O satélite foi construído pela Lockheed Martin, sendo baseado na plataforma A2100A e tem uma expectativa de vida útil de 15 anos (10 operacionais, após cinco anos de reposição em órbita).

## Lançamento
O satélite foi lançado com sucesso ao espaço em 25 de junho de 2024, por meio de um veículo Falcon Heavy da SpaceX, a partir do Complexo 39 de lançamento do Centro Espacial Kennedy, na Flórida. Ele tinha uma massa de lançamento de 5.190  kg.